# Pelota galesa
La pelota galesa (en galés: Pêl-Law) es un antiguo deporte originario de Gales en el Reino Unido. Está relacionado con otros juegos de pelota, como la pelota irlandesa, la la pelota vasca, la segoviana y la valenciana. Existen referencias de la práctica de este deporte desde la Edad Media, y su popularidad lo ha convertido en una expresión importante de la cultura galesa, que lo considera como "el primer deporte nacional de Gales".

## Reglas y puntuación
La pelota galesa comparte muchas reglas y métodos de puntuación con otros juegos de pelota similares, así como con el squash y el raquetbol. 
En términos generales se trata de golpear una pelota dura con funda de cuero con la palma de la mano contra una pared frontal o frontis. El objetivo es mantener la pelota fuera del alcance del oponente pero dentro de los límites del área de juego para que no puedan hacerse con ella. Los puntos solo se otorgan al jugador que tiene el saque o servicio.